# اکاترینا اوخیموویچ
اکاترینا میخائیلینوا اوخیموویچ (اوکراینی: Авхімович Катерина Михайлівна؛ زادهٔ ۲ ژانویهٔ ۱۹۸۸) بازیکن فوتبال اهل بلاروس است.
وی همچنین در تیم ملی فوتبال بلاروس بازی کرده‌است.